# B. Révész László
B. Révész László, született Rapcsák László (Jakobshof, Horvátország, 1942. július 22. – 2024. február 4. vagy előtte) Balázs Béla-díjas magyar dokumentumfilm-rendező, televíziós médiaszemélyiség.

## Életpályája
Horvátországból menekült család gyermeke, Pécs környékén telepedtek le. Apja Révész (Rapcsák) Károly, anyja Hajdu Mária. Az ELTE Bölcsész Karán, magyar-latin szakon (1960–1965), a Színház- és Filmművészeti Főiskolán (1969–71), majd szociológia kiegészítő szakon (1971–73) végzett.
1962-ben az ELTE amatőrfilm-klubjának egyik megalapítója volt. Már középiskolás korában a tanulás mellett folyamatosan dolgozott, hogy a szüleinek minél kisebb terhet jelentsen a továbbtanulása.
Első és egyetlen hivatalos munkahelye a Magyar Televízió, ahol 1965–69-ig segédfelvétel-vezető és rendezőasszisztens volt, 1969-től adásrendező, majd 1972–76 közt rovatvezető, 1976-tól rendező.
Sylvester Andrásnak volt hajlandósága, hogy a társadalmi változásokat elemző dokumentumfilmek készüljenek. Ezért is indult el például egy "Család és társadalom" című sorozat, ahol az első önálló televíziós dokumentumfilmet elkészítette, a női egyenjogúságról, "Kétmilló" címmel, mivel akkor kétmillió nő dolgozott Magyarországon. 1970-ben ezzel a filmmel rögtön fesztiváldíjat nyert a Miskolci Dokumentumfilm Fesztiválon.
1986-tól 1990-ig a Társadalomtudományi Szerkesztőség vezetője volt, Kővári Péter főosztályán. 1992–93-ban a Tv-2 Dokumentum-szerkesztőségét irányította, 1995–1997 közt, s 1999-től az MTV Dokumentum-stúdióját vezette. 1976-tól 1988-ig vezette a nem diplomás televíziósoknak alkotási lehetőséget nyújtó műhelyt is (KISZ Kísérleti Stúdió) 2000-ben küldték el az intézményből csoportos létszámleépítés keretében, 2001-től nyugdíjas.
B. Révész televíziós tevékenységét nívódíjakkal, miniszteri díjjal ismerték el 1987-ben Balázs Béla-díjat kapott, Az év rendezője díjjal 1993-ban tüntették ki. Ismert a Jogi esetek, Antenna, Ablak, Kriminális és számos más televíziós műsor kapcsán is rendezőként (több, mint 1000 stúdióműsor és élő adás). Emellett ismeretterjesztő történelmi és szociografikus dokumentumfilmeket és sorozatokat is készített, melyek közül több kapott magyar és külföldi fesztiválokon díjakat.
Nyugdíjazása óta is aktív, ha lehetőséget kap, filmet is készít, emellett mozgókép-készítési alapismereteket is tanít több intézményben.

## Díjak, elismerések
- Balázs Béla-díj (1987)
- Az Év Rendezője (1993)
- MÚOSZ Aranytoll (2010)

## Magánélete
1971-ben házasodott meg, felesége Zsár Anna, házasságukból két gyermek született, Balázs 1973-ban, Anna Dóra 1974-ben.

## Filmjei
- A rendszerváltozás politikusai: Szabad György (dokumentumfilm, 1994) (TV-film) rendező
- A bennünk rejlő védelem (szín., magyar dokumentumf., 2013) (TV-film) rendező
- Szent József a Dobroda partján (szín., magyar dokumentumf., 2013) (TV-film) rendező, forgatókönyvíró
- Emléktábla a Mandula utcában (ff., magyar dokumentumf., 1983) (TV-film) rendező
- Az idő sodrában – Nádudvari krónika 1988-2008 (magyar dokumentumfilm, 2009) rendező
- Adj esélyt! (szín., magyar dok. sor., 2008) (TV-film) rendező
- Soha ne add fel! (szín., magyar dok.sor., 2008) (TV-film) rendező
- Magyar apró (szín., magyar dokumentumf., 2006) (TV-film) rendező
- Diogenész hordót keres (magyar dokumentumf., 2005) (TV-film) rendező, forgatókönyvíró
- Pátkai Ervin (magyar dokumentumf., 2005) rendező
- Lombos fám tövében (szín., magyar film, 2003) rendező, szerkesztő, riporter, Kecskeméti Kálmánnal
- Kisamerika (magyar dokumentumf., 1975, 2005) rendező
- Rendszerváltó évek (szín., magyar dok. sor., 1997) (TV-film) rendező
- 1989 hónapról hónapra (szín, magyar dokumentumfilm-sorozat, 1999) (TV Film) rendező, sorozatszerkesztő
- A vágy mosópora (szín., magyar dokumentumf., 1996) (TV-film) producer
- A Független Színpad (magyar dokumentumf., 1993) (TV-film) rendező
- Családsirató (magyar dokumentumf., 1993) (TV-film) rendező
- Széchenyi ifjúsága (szín., magyar dokumentumf., 1991) (TV-film) rendező, forgatókönyvíró
- Az ókori Róma (szín., magyar ism. sor., 1985) (TV-film) rendező
- A látogatás (magyar dokumentumf., 1983) rendező, forgatókönyvíró
- Egy magyar gazdaság tíz éve (magyar dokumentumf., 1982) (TV-film) rendező
- Az őszinte szó kevés (ff., magyar dokumentumf., 1979) (TV-film) rendező
- Az ókori Hellász (szín., magyar ism. sor., 1977) (TV-film) rendező
- Ünnep (ff.,magyar dokumentumf., 1974) (TV-film) rendező
- Magyar tájak (szín., magyar ismeretterjesztő filmsor., 1973-1991) (TV-film) rendező
- Pogány (magyar dok. sor., 1972-2001) (TV-film) rendező, Hanák Gáborral és Római Róberttel
- Kétmillió (magyar dokumentumf., 1969) (TV-film) rendező
- Fordulat a rákkutatásban (szín., magyar dokumentumf. 2001) (TV-film) rendező
- Nádudvari krónika (magyar dokumentumfilm) (TV-film, 1988-1998) rendező
- "Ossz igazságot, Isten!" (magyar film) (TV-film) rendező
- Tisztelet a lovaknak (magyar ism. sor.) (TV-film) rendező

## Forgatókönyvíró
- 2005 – Diogenész hordót keres
- 1991 – Széchenyi ifjúsága
- 1983 – A látogatás

## Riporter
- 2003 – Lombos fám tövében

## Producer
- 1996 – A vágy mosópora

## Szerkesztő
- 2003 – Lombos fám tövében

## Könyv
- B. Révész László–Hanák Gábor–Római Róbert: Pogány. Egy magyar falu évtizedei, 1970–2012. Egy dokumentumfilmes falukrónika nyomán; Éghajlat, Bp., 2012